# Compte de disponibilités courantes
 (juillet 2024).
Un compte de disponibilités courantes est un type de compte bancaire spécifique utilisé par les notaires en France. Il est ouvert auprès de la Caisse des Dépôts et Consignations et sert à domicilier les fonds des clients des notaires, par exemple lors d’une succession ou d’une transaction immobilière.

## Utilité des comptes de disponibilités courantes
Les comptes de disponibilités courantes assurent la gestion sécurisée, réglementée et traçable des fonds de tiers détenus par les notaires, tout en garantissant que ces fonds sont disponibles pour les transactions spécifiques auxquelles ils sont destinés.

## Rémunération des comptes de disponibilités courantes
Les comptes de disponibilités courantes produisent des intérêts. Ces intérêts doivent revenir au client, conformément à l'article 546 du Code civil et l'article R444-66 du Code de commerce.
Une consultation CRIDON (numéro 21000013 du Cridon de Lyon, datée du 27/01/2021) stipule que les sommes consignées par le notaire à la Caisse des dépôts demeurent la propriété du client. La consignation n'entraîne pas de novation des intérêts au profit du notaire. Par conséquent, les intérêts doivent être reversés au client, bien que cela ne soit pas toujours pratiqué en raison de la complexité comptable.

## Consignation des sommes
Les sommes déposées sur des comptes de disponibilités courantes qui restent détenues à l'issue d'un délai de trois mois sont transférées par les notaires sur des comptes dits de dépôts obligatoires, ouverts aussi à la Caisse des dépôts et consignations.